# Yoshiyamachi-dōri
Le Yoshiyamachi-dōri (葭屋町通, Yoshiyamachi-dōri) est une voie du centre-nord de Kyoto, dans l'arrondissement de Kamigyō. Orientée nord-sud, elle débute au Motoseiganji-dōri et termine au Marutamachi-dōri.

## Description

### Situation
Le Yoshiyamachi-dōri est une rue étroite du centre de l'arrondissement de Kamigyō, commençant dans le quartier de Tominokōji-chō (富小路町) et terminant dans celui de Nishimaruta-chō (西丸太町). La rue débute au Motoseiganji-dōri et termine au Marutamachi-dōri, l'une des principales artères est-ouest du nord de Kyoto, juste au nord du château de Nijō. Elle suit le boulevard Horikawa (en) (堀川通) à l'est et précède l'Inokuma-dōri (ja) (猪熊通) à l'ouest.
La circulation se fait en sens unique du nord au sud. La rue fait environ 1 200 mètres de long.

### Voies rencontrées
Du nord au sud, en sens unique. Les voies rencontrées de la droite sont mentionnées par (d), tandis que celles rencontrées de la gauche, par (g).
1. Motoseiganji-dōri (元誓願寺通)
2. Yokoshinmei-dōri (横神明通)
3. Ichijō-dōri (一条通)
4. Nakadachiuri-dōri (中立売通)
5. Kamichōjamachi-dōri (上長者町通)
6. Shimochōjamachi-dōri (下長者町通)
7. Demizu-dōri (出水通)
8. Shimodachiuri-dōri (下立売通)
9. Sawaragichō-dōri (椹木町通)
10. Marutamachi-dōri (丸太町通)

- Sources : (ja) Université Ritsumeikan Asia Pacific (en), « 近代京都オーバーレイマップ », sur Art Research Center,‎ 2023 (consulté le 13 juin 2023).

### Transports en commun
Les bus du réseau d'autobus de Kyoto (ja) ne circulent pas sur la rue. Cependant, les stations Horikawa Marutamachi (堀川丸太町), coin Marutamachi et Horikawa, Horikawa Shimodachiuri (堀川下立売), coin Horikawa et Shimodachiuri, Horikawa Shimochojamachi (堀川下長者町), coin Horikawa et Shimochōjamachi, Horikawa Nakadachiuri (堀川中立売), coin Horikawa et Nakadachiuri, Ichijo Modoribashi (ja) Seimei Jinja-mae (一条戻橋・晴明神社前), coin Ichijō et Horikawa et Horikawa Imadegawa (堀川今出川), coin Horikawa et Imadegawa sont à quelques minutes de marche. Horikawa Marutamachi est desservie par les lignes 9, 10, 12, 50, 67, 93, 202 et 204. Horikawa Shimodachiuri, Horikawa Shimochojamachi et Horikawa Nakadachiuri sont desservies par les lignes 9, 12, 50 et 67, tandis qu'Ichijo Modoribashi Seimei Jinja-mae est desservie par les lignes 9, 12 et 67. Horikawa Imadegawa est quant à elle desservie par les lignes 9, 12, 51, 59, 67, 201 et 203.

## Odonymie
L'origine du nom de la rue est inconnue, et on ne trouve pas de traces de son nom dans les dictionnaires historiques de la ville.
La rue est nommée dans le « Teragokō » (寺御幸), la chanson des rues de Kyoto pour les rues nord-sud, mais est souvent omise. 

## Histoire
Le Yoshiyamachi-dōri est une voie récente de Kyoto, étant apparue lors du réaménagement territorial de l'ère Tenshō (ja) (天正の地割, Tenshō no jiwari) par Toyotomi Hideyoshi, dans le dernier quart du XVIe siècle. Une nouvelle rue est donc créée entre Horikawa et Inokuma, le Yoshiyamachi-dōri. Quelques années plus tard, avec la construction du château de Nijō, la partie sud de la rue est séparée de sa partie nord, et ainsi apparaît l'Iwagami-dōri (岩上通), qui porte le nom d'une pierre sacrée et d'un sanctuaire shinto anciennement situé au coin de Horikawa et Nijō, mais qui a plus tard été déménagé au nord de la ville,.

## Patrimoine et lieux d'intérêt

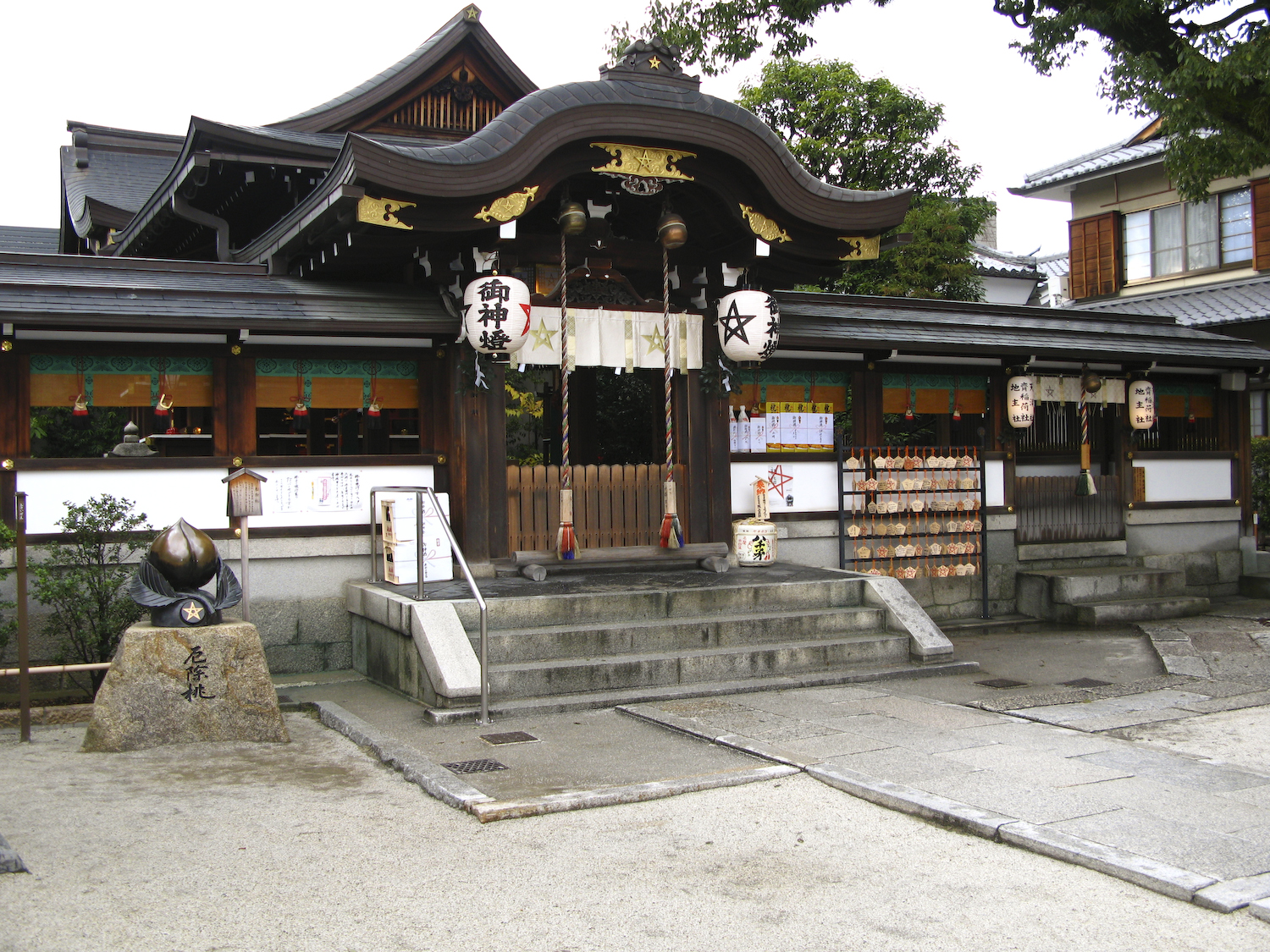
Le sanctuaire principal du Seimei-jinja.

On retrouve des maisons de ville traditionnelles sur la rue, dont plusieurs reconstruites récemment.
Au début de la rue se trouve le sanctuaire shinto Seimei (晴明神社), consacré à l'onmyōji Abe no Seimei (安倍 晴明). Sur la rue se trouvait aussi l'ancien manoir d'Abe no Seimei,. La rue traverse le sanctuaire et agit en tant que route de sanctuaire. 
Juste après Nakadachiuri se trouve la Kyoto International School (京都International School), une école d'anglais fondée en 1957 et qui a pris son nom actuel en 1966,. Entre Nakadachiuri et Kamichōjamachi se trouve l'ancienne école primaire Juraku (京都市立聚楽小学校), reconvertie en bureaux du Conseil du Bien-être social de l'arrondissement de Kamigyō. Un peu avant Kamichōjamachi se trouve le Yoshiwara-tei (吉原邸), une maison traditionnelle japonaise enregistrée au registre des propriétés culturelles tangibles (ja) (登録有形文化財) et où s'y déroule maintenant des expositions d'art contemporain. Juste avant Shimochōjamachi se trouve l'Imahara Machiya (今原町屋), un restaurant ouvert dans une maison d'artisan de plus de 90 ans, ainsi qu'un commerce de teinture florale, témoin du passé relié à l'industrie textile du Nishijin (西陣), quartier textile de la ville, que la rue traverse,. Entre Shimochōjamachi et Demizu se trouve une stèle commémorant les ruines du Palais du Procureur (検非違使庁跡), un ancien château datant de l'époque de la ville impériale et dont seulement les ruines subsistaient lorsque Hideyoshi a construit son palais du Jurakudai à la fin du XVIe siècle. Au coin avec le Demizu-dōri se trouve une maison de ville traditionnelle abritant des bureaux de la maison d'édition Kamogawa Shuppan (ja), maintenant basée à Tokyo. 
Juste avant Shimodachiuri se trouve le temple bouddhiste Shinkei-ji (真敬寺), fondé en 1615, mais dont les bâtiments actuels sont récents. Une stèle à l'entrée commémore le lieu de naissance de Keishōin (ja) (桂昌院), l'une des concubines de Tokugawa Iemitsu,. Aussi avant Shimodachiuri, mais du côté est, se trouve l'atelier Yoshiyamachi du Collège d'Architecture de Kyoto (ja) (京都建築専門学校), ouvert dans une maison de ville traditionnelle. Juste avant la fin de la rue à son carrefour avec Marutamachi, on peut trouver du côté ouest le Zōrin-ji (蔵林寺), un temple bouddhiste de l'école Shingon,.